# Alvis Leonides Major
L'Alvis Leonides Major era un motore aeronautico radiale 14 cilindri a doppia stella raffreddato ad aria prodotto dall'azienda britannica Alvis Car and Engineering Company Ltd negli anni cinquanta.
Sviluppato dal precedente radiale Alvis Leonides a 9 cilindri, fu utilizzato per motorizzare l'elicottero Westland Whirlwind e alcuni prototipi di velivoli di produzione britannica.

## Storia del progetto
Nel 1951 la Alvis iniziò lo sviluppo di un 14 cilindri radiale a doppia stella sviluppato dal precedente Alvis Leonides. Come nel motore precedente vennero sviluppate due serie, la Mk.702/1 destinata agli aerei ed accreditata di 875 hp (653 kW) e la Mk.751/1 destinata agli elicotteri, quest'ultima accreditata di 850 hp (634 kW), una potenza leggermente inferiore per l'assorbimento dovuto alla necessaria ventola di raffreddamento aggiuntiva posta davanti alle stelle dei cilindri.
L'unico Major prodotto in un numero rilevante è stato il Mk.755/1, dotato di compressore a bassa pressione e ventola, e montato obliquamente rispetto all'asse nei Westland Whirlwind Mk.5, 6, 7 e 8.

## Utilizzatori

### Aerei
- Handley Page HPR.3 Herald – quattro da 870 hp
- Handley Page HPR.1 Marathon – due Major

### Elicotteri
- Westland Whirlwind Mk.5, 6, 7 e 8 - un 755/1 Mk 155 da 780 hp
- Bristol Type 173 Mk1 & 2 – 2 x 550 hp; Mk3 – 2x 850 hp (prototipo)